# Emory Cohen
Emory Isaac Cohen (New York, 13 marzo 1990) è un attore statunitense.
Ha raggiunto la fama grazie alla sua interpretazione nel film Brooklyn.

## Biografia
Cohen è nato a Manhattan, New York, unico figlio di Donna e Noel Cohen. La madre è la direttrice di una scuola materna, il padre un insegnante di musica. È ebreo, con origini russe. Ha fatto il suo debutto sul palcoscenico nel ruolo di Mr. Peachum in una produzione scolastica di L'opera da tre soldi. Si è diplomato all'Elisabeth Irwin High School e ha ricevuto una borsa di studio per studiare recitazione all'University of the Arts a Filadelfia. Dopo due anni ha lasciato l'università per studiare recitazione a New York.
La sua carriera è iniziata nel 2008, anno in cui ha fatto il suo debutto cinematografico nel dramma Afterschool. Il film è stato presentato al Festival di Cannes 2008 e ha ricevuto recensioni positive da parte della critica. Dal 2012 al 2013 ha recitato un ruolo ricorrente nella prima stagione della serie televisiva Smash. Sempre nel 2012 è apparso nel lungometraggio drammatico thriller Come un tuono. Il film, con protagonisti Bradley Cooper e Ryan Gosling, è stato un successo al botteghino. Nel 2014 ha fatto parte dei film Beneath the Harvest Sky, proiettato al Tribeca Film Festival, e The Gambler, remake di 40.000 dollari per non morire con protagonista Mark Wahlberg.
Nel 2015 ha recitato al fianco di Saoirse Ronan in Brooklyn, adattamento cinematografico dell'omonimo romanzo di Colm Tóibín. Il film è stato acclamato dalla critica, che ha lodato in particolar modo l'interpretazione di Ronan e Cohen: il critico cinematografico Rex Reed ha elogiato il modo di recitare di Cohen, definendolo "meraviglioso, caldo e profondamente toccante". Nella rivista Variety Kristopher Tapley ha scritto che Brooklyn ha offerto "un'altra prova che Emory Cohen è uno dei più interessanti attori della sua generazione". Anche l'attrice Cate Blanchett ha lodato pubblicamente la prestazione di Cohen, giudicando l'attore "straordinario". Nell'agosto dello stesso anno la rivista Variety lo ha incluso tra i 10 attori da tenere d'occhio del 2015, una lista che annualmente cita gli attori emergenti più promettenti dell'anno. Sempre nel 2015 è stato il protagonista del film giallo Stealing Cars.

## Filmografia

### Cinema
- Afterschool, regia di Antonio Campos (2008)
- Tess and Nana, regia di Stewart Thorndike - cortometraggio (2008)
- New York, I Love You, regia di Brett Ratner (2008) (non accreditato)[19]
- The Hungry Ghosts, regia di Michael Imperioli (2009)
- Four, regia di Joshua Sanchez (2012)
- Come un tuono (The Place Beyond the Pines), regia di Derek Cianfrance (2012)
- Nor'easter, regia di Andrew Brotzman (2012)
- All Is Bright, regia di Phil Morrison (2013)
- Beneath the Harvest Sky, regia di Aron Gaudet e Gita Pullapilly (2014)
- The Gambler, regia di Rupert Wyatt (2014)
- Brooklyn, regia di John Crowley (2015)
- Stealing Cars, regia di Bradley Kaplan (2015)
- Detour - Fuori controllo (Detour), regia di Christopher Smith (2016)
- Vincent N Roxxy, regia di Gary Michael Schultz (2016)
- Il duello - By Way of Helena (The Duel), regia di Kieran Darcy-Smith (2016)
- War Machine, regia di David Michôd (2017)
- La fratellanza (Shot Caller), regia di Ric Roman Waugh (2017)
- Hot Summer Nights, regia di Elijah Bynum (2017)
- Lords of Chaos, regia di Jonas Åkerlund (2018)
- Killerman, regia di Malik Bader (2019)
- Flashback, regia di Christopher MacBride (2020)
- Blue Bayou, regia di Justin Chon (2021)
- The Bikeriders, regia di Jeff Nichols (2023)
- American Outlaws, regia di Sean McEwen (2023)
- Rebel Ridge, regia di Jeremy Saulnier (2024)

### Televisione
- Smash – serie TV, 15 episodi (2012-2013)
- The OA – serie TV (2016-2019)
- The Loudest Voice - Sesso e potere (The Loudest Voice) – miniserie TV, 2 puntate (2019)
- Florida Man - miniserie TV (2023)

### Video musicali
- Metallica: ManUNkind, regia di Jonas Åkerlund (2016)

## Doppiatori italiani
Nelle versioni in italiano delle opere in cui ha recitato, Emory Cohen è stato doppiato da:
- Fabrizio De Flaviis in Smash (1ª voce), La fratellanza
- Flavio Aquilone in Come un tuono, Smash (2ª voce)
- Emiliano Coltorti in Brooklyn
- Alessio Nissolino in Afterschool
- Dimitri Winter in The Gambler
- Stefano Broccoletti in The OA
- Luca Ciarciaglini in Detour - Fuori controllo
- Federico Zanandrea in The Loudest Voice - Sesso e potere
- Gabriele Sabatini in Blue Bayou
- Gabriele Vender in Sweetheart
- Gianluca Crisafi in The Bikeriders
- Francesco De Francesco in Rebel Ridge
- Tito Marteddu in Hot Summer Nights

## Riconoscimenti
- 2012 – Los Angeles Film Festival[20]
  - Miglior performance in un film narrativo per Four
- 2015 – Detroit Film Critic Society[21]
  - Candidatura al Miglior artista emergente per Brooklyn
- 2015 – San Diego Film Critics Society Awards[22]
  - Candidatura al Miglior artista emergente per Brooklyn